# Panaxia quadripunctata
Panaxia quadripunctata là một loài bướm đêm thuộc phân họ Arctiinae, họ Erebidae.